# Чорний Ігор Віталійович
Чорний, Ігор Віталійович (7 вересня 1964, Харків) — український літературознавець, письменник, критик. Доктор філологічних наук (1999), професор (2002). Відомий також під псевдонімом Андрій Чернецов

## Життєпис
Чорний Ігор Віталійович народився 7 вересня 1964 у м. Харків. У 1971  пішов до середньої школи № 103 м. Харкова, а у 1981 закінчив її. У тому ж році вступив до філологічного факультету Харківського державного педагогічного інституту імені Г. С. Сковороди (відділення російської мови та літератури) й у 1985 закінчив цей виш, отримавши спеціальність «учитель російської мови та літератури». З листопада 1985 року до червня 1987 року служив у Збройних Силах СРСР у містах Свердловськ та Вологда.
У жовтні 1987 вступив до стаціонарної аспірантури ХДПІ імені Г. С. Сковороди за кафедрою російської та зарубіжної літератури. Навесні 1990 достроково закінчив аспірантуру, захистивши кандидатську дисертацію за темою: «Історичний роман М. М. Загоскіна». Працював викладачем, старшим викладачем та доцентом кафедри російської та зарубіжної літератури Харківського державного педагогічного інституту імені Г. С. Сковороди (з 1993 Харківського державного педагогічного університету).
У жовтні 1994 перейшов на кафедру історії України та культури (потім кафедра українознавства, кафедра історії державності України та українознавства, зараз кафедра українознавства) Університету внутрішніх справ МВС України (м. Харків) (зараз Харківський національний університет внутрішніх справ), вступив на службу до органів внутрішніх справ. У грудні 2014 р. вийшов у відставку за віком. У квітні 1998 р. Захистив докторську дисертацію за темою: «Творчість Н. В. Кукольника та російська література 1830-х — 1840-х років». У квітні 2002 р. Отримав вчене звання професора. Під його науковим керівництвом захищено 3 кандидатські дисертації. Член Спілки письменників Росії (з 2005 р.). Член Національної спілки журналістів України (з 2017 р.).

## Творчість
Є автором понад 200 наукових, методичних та літературно-критичних праць, присвячених історії російської літератури XIX століття, сучасній російській та українській фантастичній прозі, історії світової та української культури, а також 27 фантастичних романів.
У 2002 році вийшла книга «Лара Крофт — розкрадачка гробниць» під псевдонімом «Андрій Чернецов», який спершу об'єднав кількох авторів; пізніше ним користувався тільки І. В. Чорний. У 2002—2004 роках Андрієм Чернецовим у співавторстві із Віктором Бурцевим, Андрієм Валентиновим та Валентином Лежендою було здійснено літературний проект «Перехрестя часу» про пригоди «Індіани Джонс у спідниці» — Бетсі МакДугал, енергійної дівчини-англійки, яка займається пошуками сакральних артефактів. До сериалу входять шість романів: «Гімалайський зигзаг», «Святий острів», «Оскал Анубіса», «Пісня кецаля», «Уакерос», «Ворота Дракона». У 2004—2006 роках у співавторстві із Володимиром Лещенком (Володимир Володимирович Станкович) написав романи «Чарівник фараона», «Чарівник на тому світі», «Тенета зла», «Срібний віслюк», «Дівочі іграшки», «Приречений рицар», «Звіроликий». У 2010—2011 у співавторстві із Валентином Лежендою написано романи «Кінь блідий» (серія «S.T.A.L.K.E.R.»), «Століття самотності» (серія «Населений острів») та «Засліплююча пустота» (серія «Всесвіт Метро 2033»). У 2011 під власним ім'ям написано та видано роман «Танцюрист» у жанрі Альтернативної Історії. У 2014 гроці для проекту Андрія Бєляніна «Професійні перевертні» у співавторстві з Володимиром Лещенком опубліковано роман «Господарка „Вдачі“». Декілька книг видано під іншими псевдонімами, які автор поки що не розкриває.

## Нагороди
Лауреат жанрових премій «Срібний кадуцей» МФФ «Зоряний міст-2001», «Золотий Роскон» (2002), «Срібний Роскон» (2004), «Чаша Бастіону» (2006), «Хльосткий критик» (2010).